# The Lady Takes a Sailor
Pour plus de détails, voir Fiche technique et Distribution.
The Lady Takes a Sailor est un film américain réalisé par Michael Curtiz, sorti en 1949.

## Fiche technique
- Titre français : The Lady Takes a Sailor
- Réalisation : Michael Curtiz
- Scénario : Everett Freeman et Jerome Gruskin
- Photographie : Ted D. McCord
- Montage : David Weisbart
- Musique : Max Steiner
- Société de production : Warner Bros.
- Pays d'origine : États-Unis
- Format : Noir et blanc - 1,37:1 - Mono
- Genre : comédie
- Date de sortie : 1949

## Distribution
- Jane Wyman : Jennifer Smith
- Dennis Morgan : Bill Craig
- Eve Arden : Susan Wayne
- Robert Douglas : John Tyson
- Allyn Joslyn : Ralph Whitcomb
- Tom Tully : Henry Duckworth
- Lina Romay : Racquel Riviera
- William Frawley : Oliver Harker

Parmi les acteurs non crédités
- Frank Cady : M. Wentworth
- Fred Clark : Victor Santell
- Charles Meredith : Dr Rufus McKewen
- Emil Rameau : Dr Mittenwald
- Olan Soule : Assistant de Tyson
- Craig Stevens : Danvers
- Josephine Whittell : Journaliste